# Родники (город)
Родники́ — город (с 1918) в России, административный центр Родниковского района Ивановской области, образует Родниковское городское поселение.

## География
Город расположен на реке Юкша, в 54 км от Иваново.

## Климат
Климат умеренно континентальный. Для него характерно сравнительно жаркое лето и морозная зима с устойчивым снежным покровом. Средняя зимняя температура воздуха −8…-11 °C, наиболее холодный месяц зимы — январь. Средняя летняя температура +16…+18,7 °C, самый тёплый месяц лета — июль. Среднегодовая температура +4,1 °С, годовая норма осадков — 623 мм.
| Показатель                    | Янв.  | Фев.  | Март | Апр. | Май  | Июнь | Июль | Авг. | Сен. | Окт. | Нояб. | Дек.  | Год |
| ----------------------------- | ----- | ----- | ---- | ---- | ---- | ---- | ---- | ---- | ---- | ---- | ----- | ----- | --- |
| Абсолютный максимум, °C       | 5     | 6     | 15   | 28   | 33   | 35   | 37   | 39   | 31   | 23   | 14    | 7     | 39  |
| Средний суточный максимум, °C | −8,1  | −6,2  | 0    | 9,5  | 18   | 21,8 | 23,5 | 21,4 | 14,9 | 6,9  | −0,5  | −5,1  | 7,9 |
| Средняя температура, °C       | −11,4 | −9,8  | −3,7 | 5,2  | 12,7 | 16,7 | 18,7 | 16,6 | 10,8 | 3,9  | −2,9  | −8    | 4,1 |
| Средний суточный минимум, °C  | −14,6 | −13,3 | −7,4 | 0,9  | 7,4  | 11,6 | 13,9 | 11,9 | 6,8  | 1    | −5,2  | −10,8 | 1,2 |
| Абсолютный минимум, °C        | −48   | −41   | −34  | −24  | −9   | −4   | 1    | −1   | −7   | −22  | −35   | −45   | −48 |
| Норма осадков, мм             | 40    | 31    | 28   | 39   | 47   | 65   | 81   | 65   | 60   | 66   | 56    | 45    | 623 |
| Источник: Климат Родников     |       |       |      |      |      |      |      |      |      |      |       |       |     |

## История
Родники возникли как деревня, предположительно, в конце XVI — начале XVII века. Первое признанное упоминание относится к 1606 году. Родниковец В. Н. Кавин обратил внимание на наличие в рукописном отделе Российской государственной библиотеки (фонд 256, Реестр грамот) списка с жалованной грамоты царя Ивана Васильевича Покровскому монастырю в Суздале, датированный 15 сентября 1564 года («1564 год, сентябрь 15 день. Список с подлинной жалованной Грамоты Царя Иоанна Васильевича Покровскому в Суздале монастырю на село Хрепелево в Суздальском уезде, в Матне, со всеми принадлежащими к нему деревнями»), в котором упоминается деревня Родники, по мнению Кевина, являющаяся нынешними Родниками. Грамота жалует монастырю село Хрепелево (в Суздальском уезде, в Матне) и перечисляет принадлежащие к нему деревни, включая Родники. Согласно грамоте, ранее эти земли находились в поместье князя Дмитрия Жижемского, но после его смерти в 1564 году были переданы монастырю. Версия о первом упоминании в 1564 году не является общепризнанной. Однако она отражена на официальном сайте района.
Название селения произошло от водоносных ключей (родничков), один из которых существует и в наше время.
К концу XVII столетия Родники становятся небольшим селом с построенной деревянной Ильинской церковью. В описи Матницкого стана 1628 года приводится более точное расположение деревни: «Деревня Родники, на речке на Юкше». В той же описи перечислены имена жителей деревни.
В 1764 году село Родники было причислено к Дуниловской экономии Лухской волости Суздальской провинции. С конца XVIII века Родники входят в состав Парской волости Юрьевецкого уезда Костромского наместничества. Село оставалось государственным, в официальном сборнике МВД «Волости и важнейшие селения Европейской России 1886 года» говорится: «Костромская губерния, Юрьевецкий уезд, Родниковская волость. 71. Родники, село бывшее государственное, при речке Юкше, дворов 50, жителей 279, волостное правление (уездный город в 105 верстах), церковь православная, лавка, трактир».
Ещё со второй половины XVIII века жители села Родники в свободное от сельскохозяйственных работ время занимались текстильными промыслами. Родниковцы специализировались на выработке узких холстов, а с начала XIX в. в Родниковском округе получила распространение гладкая окраска ткани.
В 1820 году основано текстильное предприятие государственных крестьян Красильщиковых, ставшее впоследствии одним из крупнейших в России. В 1894 году под эгидой А. М. Красильщиковой было образовано Товарищество мануфактур «Анна Красильщикова с сыновьями». В 1869—1871 годах недалеко от села была построена железная дорога Иваново-Кинешма, от которой позднее было сделано и ответвление к Родникам (в настоящее время не существует).
После смерти в 1902 году Анны Михайловны Красильщиковой родниковскими фабриками владели её сыновья Фёдор, Пётр и Николай. Наиболее известным из них был младший — Николай Михайлович, директор Товарищества Мануфактур «Анна Красильщикова с сыновьями».
Фабриканты Красильщиковы развернули в Родниках большую культурно-просветительную и благотворительную деятельность. В 1887 году на месте старой деревянной Ильинской церкви была построена новая каменная церковь, в основу проекта которой положена копия одного из византийских соборов. На средства Красильщиковых в Родниках были построены Народный Дом, фабричная больница, здание общественного собрания, фабричное училище для рабочих, школы для детей в окрестных деревнях и сёлах.
В начале XX столетия в Родниках активизировалось революционное и социал-демократическое движение. Организатором социал-демократической группы в Родниковском фабричном районе был И. В. Любимов. Одним из руководителей родниковской группы РСДРП был и К. В. Уханов. Родниковские рабочие социал-демократы А. В. Калинин, П. И. Сурков, Н. Р. Шагов были избраны депутатами II-ой, III-ей и IV-ой Государственной Думы.
События Октября 1917 года не обошли стороной и Родниковский край. После национализации в 1918 году родниковское текстильное предприятие получило название комбинат «Большевик». В том же 1918 году село Родники получило статус города. С 1918 по 1921 г.г. на комбинате «Большевик» в ремонтных мастерских трудился комиссар крейсера «Аврора» А. В. Белышев.
В 1935 году родниковские ткачихи Т. И. Одинцова и И. А. Лапшина перешли на обслуживание 216 ткацких станков, установив мировой рекорд.
В годы Великой Отечественной войны 8 уроженцев Родниковской земли были удостоены высокого звания Героя Советского Союза: В. И. Борисов, В. С. Волков, Ю. П. Кургузов, М. А. Мазурин, П. А. Милов, А. В. Рыжиков, П. И. Сахаров, М. И. Шилов. П. Е. Капустин стал полным кавалером трёх орденов Славы.
Рабочим на родниковском комбинате «Большевик» начал свой трудовой путь первый заместитель Наркома вооружения СССР генерал-полковник В. М. Рябиков, удостоенный звания Героя Социалистического труда.
В 1924 году город Родники стал центром Родниковского района, возникшего на части территории бывших Юрьевецкого, Кинешемского, Нерехтского и Шуйского уездов в составе Иваново-Вознесенской губернии.
В конце 1930-х годов в городе с родителями жил русский детский писатель Николай Мишутин.

## Население
| 1872    | 1897    | 1931    | 1939    | 1959    | 1967    | 1970    | 1979    | 1989    | 1992    | 1996    |
| ------- | ------- | ------- | ------- | ------- | ------- | ------- | ------- | ------- | ------- | ------- |
| 314     | ↗3225   | ↗19 300 | ↗26 996 | ↗29 282 | ↗31 000 | ↘30 002 | ↗30 562 | ↗31 887 | ↗32 300 | ↘31 800 |
| 1998    | 1999    | 2002    | 2003    | 2005    | 2006    | 2007    | 2009    | 2010    | 2011    | 2012    |
| →31 800 | ↗31 916 | ↘28 447 | ↘28 400 | ↘27 900 | ↘27 700 | →27 700 | ↘27 400 | ↘26 310 | ↘26 300 | ↘25 946 |
| 2013    | 2014    | 2015    | 2016    | 2017    | 2018    | 2019    | 2020    | 2021    |         |         |
| ↘25 680 | ↘25 380 | ↘25 142 | ↘24 970 | ↘24 662 | ↘24 335 | ↘24 061 | ↘23 924 | ↗24 101 |         |         |

На 1 января 2025 года по численности населения город находился на 588-м месте из 1124 городов Российской Федерации.
Национальный состав
По итогам переписи населения 2020 года проживали следующие национальности (национальности менее 0,1 % и другое, см. в сноске к строке «Другие»):
| Национальность | Численность, чел. | Доля     |
| -------------- | ----------------- | -------- |
| Русские        | 23 024            | 95,53 %  |
| Татары         | 99                | 0,41 %   |
| Украинцы       | 62                | 0,26 %   |
| Цыгане         | 44                | 0,18 %   |
| Узбеки         | 37                | 0,15 %   |
| Армяне         | 37                | 0,15 %   |
| Другие         | 798               | 3,32 %   |
| Итого          | 24 101            | 100,00 % |

## Экономика
В городе расположены предприятия текстильной, машиностроительной и деревообрабатывающей промышленности. Ключевые предприятия:
- ЗАО «Родниковский машиностроительный завод»[31]: производство пневмооборудования[1], автобусов и спецтехники.
- Индустриальный парк «Родники», основными резидентами являются предприятия по производству тканей, швейных изделий, стройматериалов и др.[1]
- АО «Родники-Текстиль»: производство тканей.
- ООО «Рижский хлеб»: производство хлебобулочных изделий.
- ООО «Лорес», ООО «Кондор»: производство мебели.
- ООО «АГМА»: деревообработка.
- ООО «Унтекс Родники»: текстильное производство.
- ООО «Суртекс Родники»: текстильное производство.

## Инфраструктура
В Родниках действуют:
- три поликлиники, профилакторий, детская больница, родильный дом.
- четыре средних общеобразовательных школы, коррекционная школа.
- Профессионально-техническое училище, филиалы Ивановского текстильного колледжа и Ивановской текстильной академии.
- 12 дошкольных учреждений, детский приют.
- ФК «Родник», команда по хоккею с мячом.
- Физкультурно-оздоровительный комплекс «Родники-Арена» (с 2019 года)
- Культурно-досуговый центр «Родник», районный дом культуры «Лидер», туристический центр, детская школа искусств, кинозал «Лидер».
- Радиомачта Ивановского ОРТПЦ (высота 350 м)[32].
- ТЦ «Лето» (с 2016 года).

## Архитектура и культура
- Противотуберкулезный диспансер — памятник архитектуры 1920-х годов.
- Зелёный магазин — образец архитектуры начала XX века.
- Музейно-культурный центр (с 1995)[1]
- Музей леса (проезд Малышевский, д. 3, с 1995)[1][33].
- Парк Победы (открыт в 1975 году)[34].
- Школа-семилетка и школа фабрично-заводского ученичества — объекты культурного наследия России.
- Целебный родник.
- Комплекс зданий фабрики Красильщиковых

До настоящего времени в Родниках существует источник родниковой воды, по преданию найденный и расчищенный преподобным Тихоном Лухским.
В 2020 году на фестивале Рок-Февраль лауреатом I степени в номинации «Вокал» стал Роман Морозов, вокалист родниковской рок-группы «Реплика-бэнд».